# Tilman Mayer
Tilman Mayer (n. 13 aprilie 1953, Freiburg im Breisgau, Germania) este un politolog și profesor universitar german. Din 2001 este profesor de științe politice la Universitatea din Bonn.

## Cariera academică
Mayer a studiat științe politice, filosofie și literatură germană la Universitatea din Freiburg, unde și-a scris lucrarea de master (M.A.) sub îndrumarea profesorului Wilhelm Hennis. Din 1979 până în 1989 a fost asistent la Catedra pentru didactica studiilor sociale și pentru științe politice. Catedra o deținea profesorul Paul-Ludwig Weinacht de la Universitatea din Würzburg. În 1983, el a promovat cu o lucrare despre teoria națiunilor.